# Cushman 53

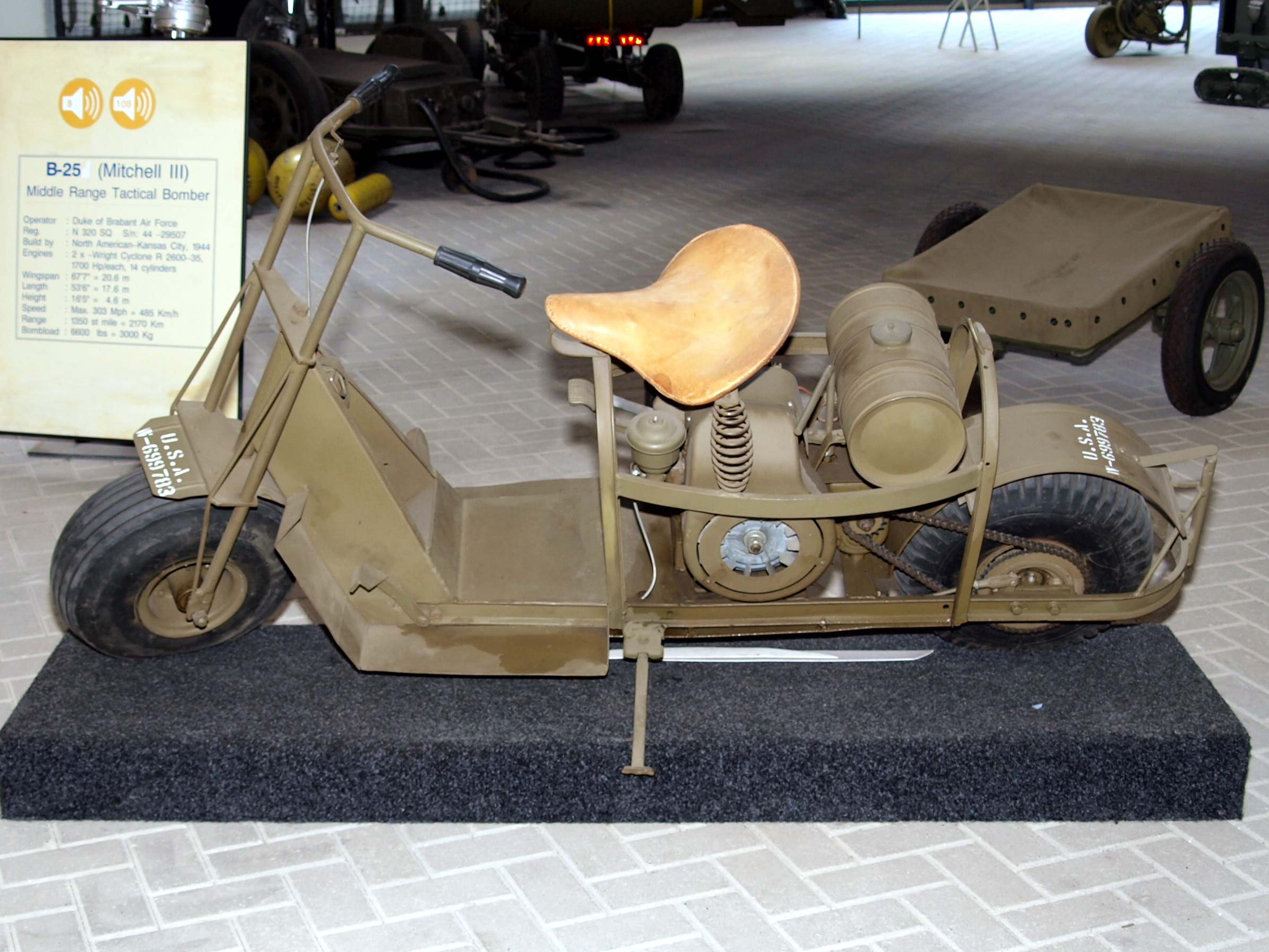
Cushman 53 in Oorlogsmuseum Overloon

De Cushman 53 is een scooter van het Amerikaanse Cushman Motor Works uit Lincoln (Nebraska). Hij wordt ook wel Cushman 53 Airborne Motor Scooter genoemd. Bij de Amerikaanse luchtlandingen tijdens de Tweede Wereldoorlog werden ook deze motorfietsen gedropt.

## Ontwikkeling
In navolging van de Italiaanse para-motorfiets van Volugrafo en de Britse Welbike van de Royal Air Force besloot de United States Army tot aanschaf van een attack scooter.

Op 29 april 1943 deed de firma Cushman een aanbieding. Een van de geselecteerde producten, de Cooper War Combat Motor Scooter, viel af na een bezoek van legerfunctionarissen aan de fabriek en het contract ging naar Cushman.
De scooter moest verstevigd worden om niet te beschadigen bij de landing.
Bij wijze van proef werden de scooters door technici van de fabriek aan een touw over een boomtak opgehesen, waarna men ze op de grond liet vallen.

## Specificaties
- Motor: Cushman eencilinder 16M71
- Vermogen: 4,6 pk
- Maximumsnelheid: 65 km/h
- Gewicht: 115 kg
- Actieradius: ca. 160 km

De scooter had een waadvermogen van 30 centimeter, en kon hellingen tot 25% aan. Hij was voorzien van vier handgrepen zodat hij door vier man kon worden gedragen. Er zat een trekhaak aan voor een aanhanger, bv. de M3A4. Daarop kon een .30 of .50 machinegeweer of een 81mm mortier (M1) worden vervoerd.

## Inzet
De scooters werden gebruikt door de 82e en 101e Luchtlandingsdivisies, o.a. bij de bevrijding van Eindhoven tijdens Operatie Market Garden.
Ze werden gedropt aan een parachute of vervoerd per zweefvliegtuig.
Ze werden gebruikt voor het onderhouden van contact tussen verschillende eenheden, voor het vergroten van mobiliteit, en voor het transport van licht materieel.
Er zijn bijna 5000 exemplaren gemaakt.